# Goheung
Goheung (Goheung-eup; 고흥읍; 高興邑) è il capoluogo dell'omonima contea nella provincia sudcoreana del Sud Jeolla.